# Calathea sprucei
Calathea sprucei är en strimbladsväxtart som beskrevs av Henry Hurd Rusby. Calathea sprucei ingår i släktet Calathea och familjen strimbladsväxter. Inga underarter finns listade.